# Rasa de Carbassers
La Rasa de Carbassers és un torrent afluent per la dreta de la Rasa de Coll de Port, a la Vall de Lord.

## Descripció
Neix sobre el Prat d'Arderic, al vessant nord de la collada que uneix la Tossa Pelada amb el Tossal d'Estivella. Els 700 metres inicial del seu curs els fa en direcció cap al nord. Toto seguit agafa una direcció global cap a les 2 del rellotge tot escolant-se per l'obaga de Coll de Port i desguassa a la Rasa de Coll de Port a 1.597 metres d'altitud, sota mateix de la penúltima paella que es passa pujant de La Coma a Coll de Port per la carretera LV-4012.

## Territoris que travessa
Fa tot el seu recorregut pel terme municipal de La Coma i la Pedra i més concretament per territoris del poble de la Coma

## Xarxa hidrogràfica
La xarxa hidrogràfica de la Rasa de Carbassers està integrada per 4 cursos fluvials: la mateixa rasa i 3 afluents de primer nivell de subsidiarietat. La totalitat de la xarxa suma una longitud de 5.566 m.